# Le Point
Le Point (pronunciación en francés: /lə pwɛ̃/; en español: 'El Punto') es un semanario francés publicado desde su primera edición el 1 de septiembre de 1972.
En febrero de 2025, Erwan Seznec, periodista de "Le Point", escribió a un editor de Wikipedia en francés que el periódico publicaría un artículo que revelaría su información personal en represalia por sus ediciones en el artículo sobre el diario, que describían a "Le Point" como "populista" y "cada vez más cercano al movimiento identitario de derecha". Seznec negó haber hecho amenazas, afirmando que simplemente había solicitado correcciones. Le Point defendió a Seznec, describiendo las ediciones y acusaciones como una "serie de actos maliciosos" y las fuentes citadas para las ediciones como poco confiables.